# Smash (etichetta discografica)
La Smash Original Cast, conosciuta anche semplicemente come Smash, è stata un'etichetta discografica italiana attiva negli anni settanta.

## Storia
Fondata dal produttore Franco Labriola, la Smash Original Cast (questo è il nome completo dell'etichetta) aveva sede in Roma. Per la distribuzione l'etichetta si appoggiava alle Messaggerie Musicali.
Nel corso della sua attività la Smash ha spaziato dal melodico di Patrizio Sandrelli al rock progressivo del gruppo I Boom, dalla canzone napoletana di Gloriana alle colonne sonore (soprattutto all'inizio dell'attività) con i fratelli Guido e Maurizio De Angelis per finire con il piano bar di Gilberto De Felice
Ha partecipato al Festival di Sanremo 1976 con Patrizio Sandrelli e la canzone Piccola donna addio. Al termine dello stesso anno ha cessato le attività.

## Dischi
La datazione qui riportata si basa sull'etichetta del disco o sulla copertina; qualora nessuno di questi elementi abbia una datazione, è basata sulla numerazione del catalogo; talora è, infine, basata sul codice della matrice di stampa. Se esistenti, sono riportati, oltre all'anno, il mese e il giorno (quest'ultimo dato si trova, a volte, stampato sul vinile).

### LP
| Numero di catalogo | Anno | Interprete                  | Titolo Album                     |
| ------------------ | ---- | --------------------------- | -------------------------------- |
| SM-901             | 1972 | Guido e Maurizio De Angelis | E poi lo chiamarono il Magnifico |
| SM-903             | 1973 | Gloriana                    | Gloriana                         |
| SM-904             | 1973 | Patrizio Sandrelli          | Patrizio Sandrelli               |
| SM-905             | 1973 | I Boom                      | I Boom                           |
| SM-906             | 1974 | Patrizio Sandrelli          | Rosa                             |

### 45 giri
| Numero di catalogo | Anno        | Interprete                  | Titoli                                    |
| ------------------ | ----------- | --------------------------- | ----------------------------------------- |
| SM-6001            | 1972        | Gene Roman                  | Don't lose control /Tema di Candida       |
| SM-6002            | 1972        | Patrizio Sandrelli          | You and I/Junk                            |
| SM-6003            | 1972        | Guido e Maurizio De Angelis | When You Call My Name This Way/Remember   |
| SM-6004            | 1973        | Leo di Sanfelice            | Picchiami/Cosa ne hai fatto del mio cuore |
| SM-6006            | 1974        | Patrizio Sandrelli          | Rosa/Don't lose control                   |
| SM-6007            | Marzo 1975  | Patrizio Sandrelli          | Fratello in amore/Piccolo fiore nero      |
| SM-6008            | 1974        | Patrizio Sandrelli          | Piccola donna addio/L'oro del tuo grembo  |
| SM-6009            | 1976        | Patrizio Sandrelli          | A letto senza cena/Senza di lei           |
| SM-6010            | Maggio 1976 | Patrizio Sandrelli          | Brother in love/Woman's parfume           |